# Tomáš Petreček

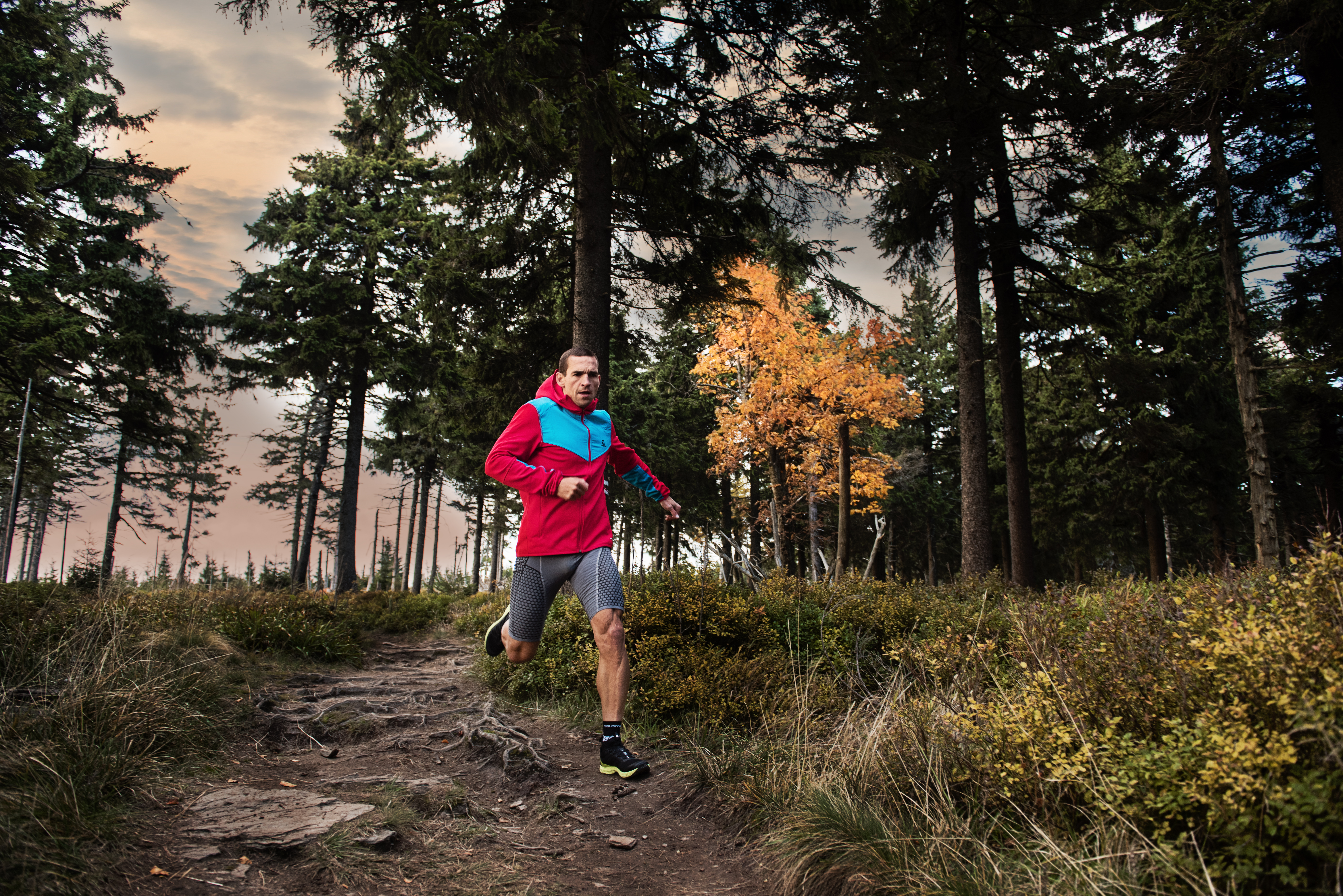
Tomáš Petreček - běh v Beskydech

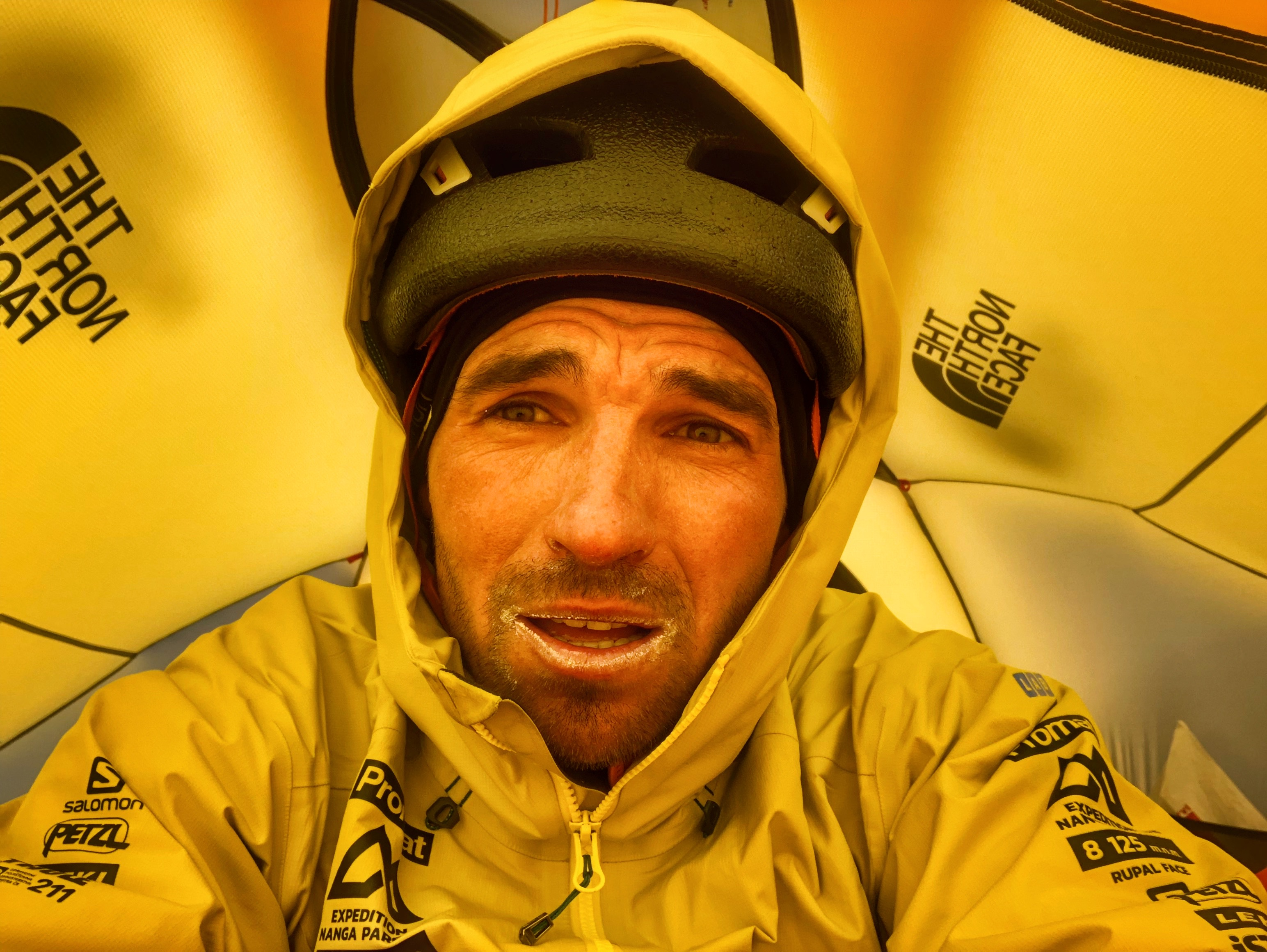
Tomas Petrecek - Expedice K2 - 2019

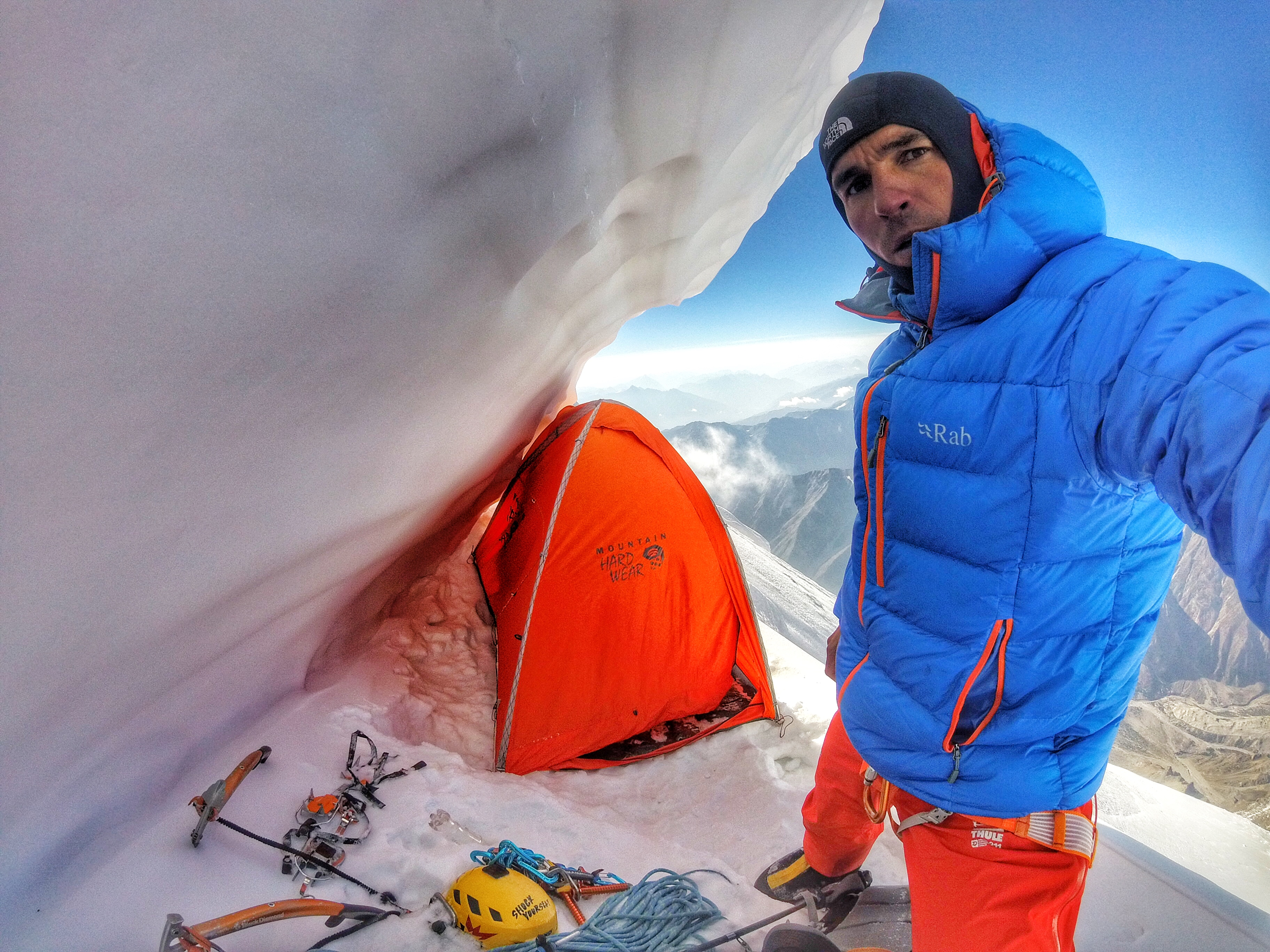
Tomas Petrecek - Nanga Parbat 2018

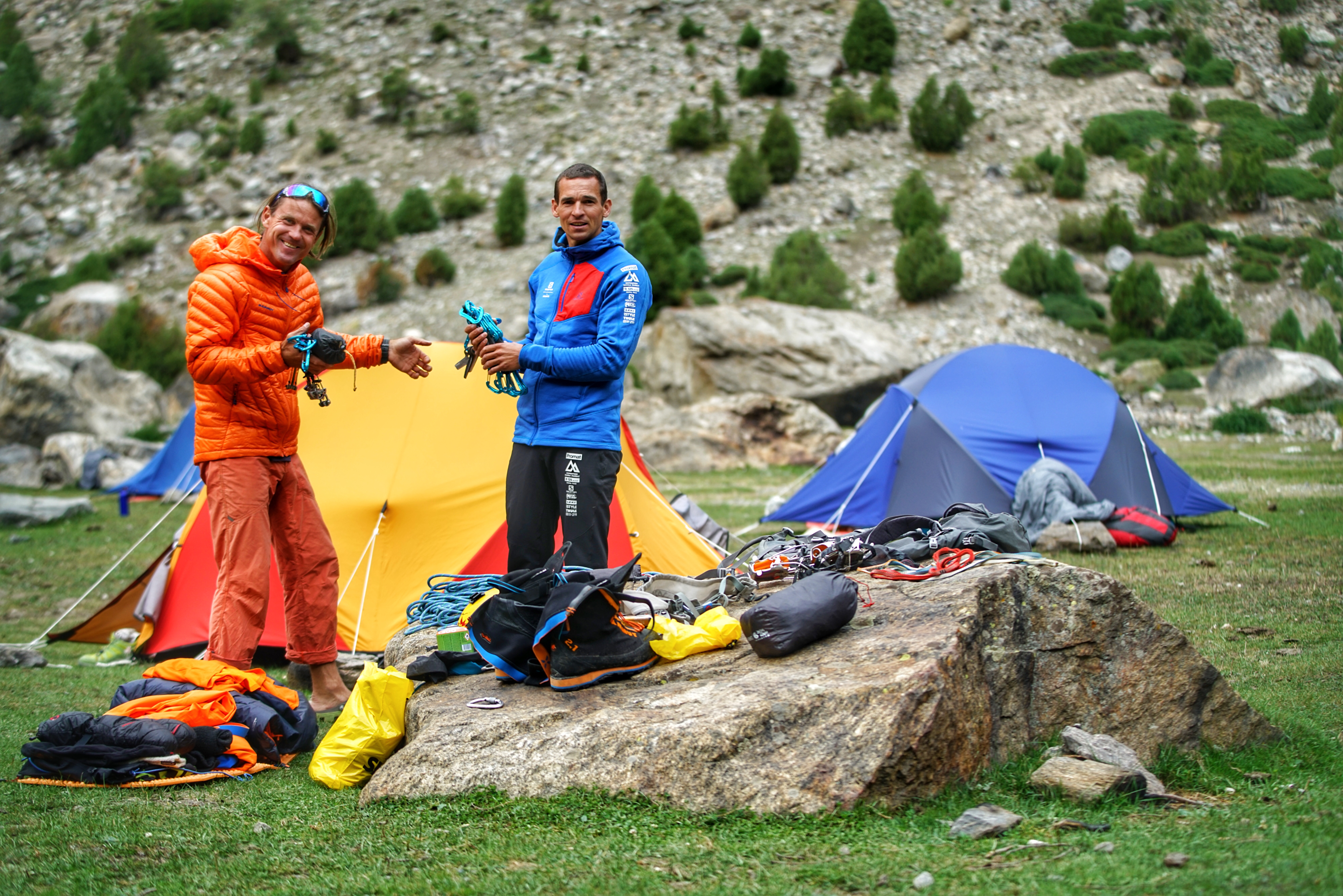
Tomas Petrecek - Baleni a priprava v BC - Nanga Parbat

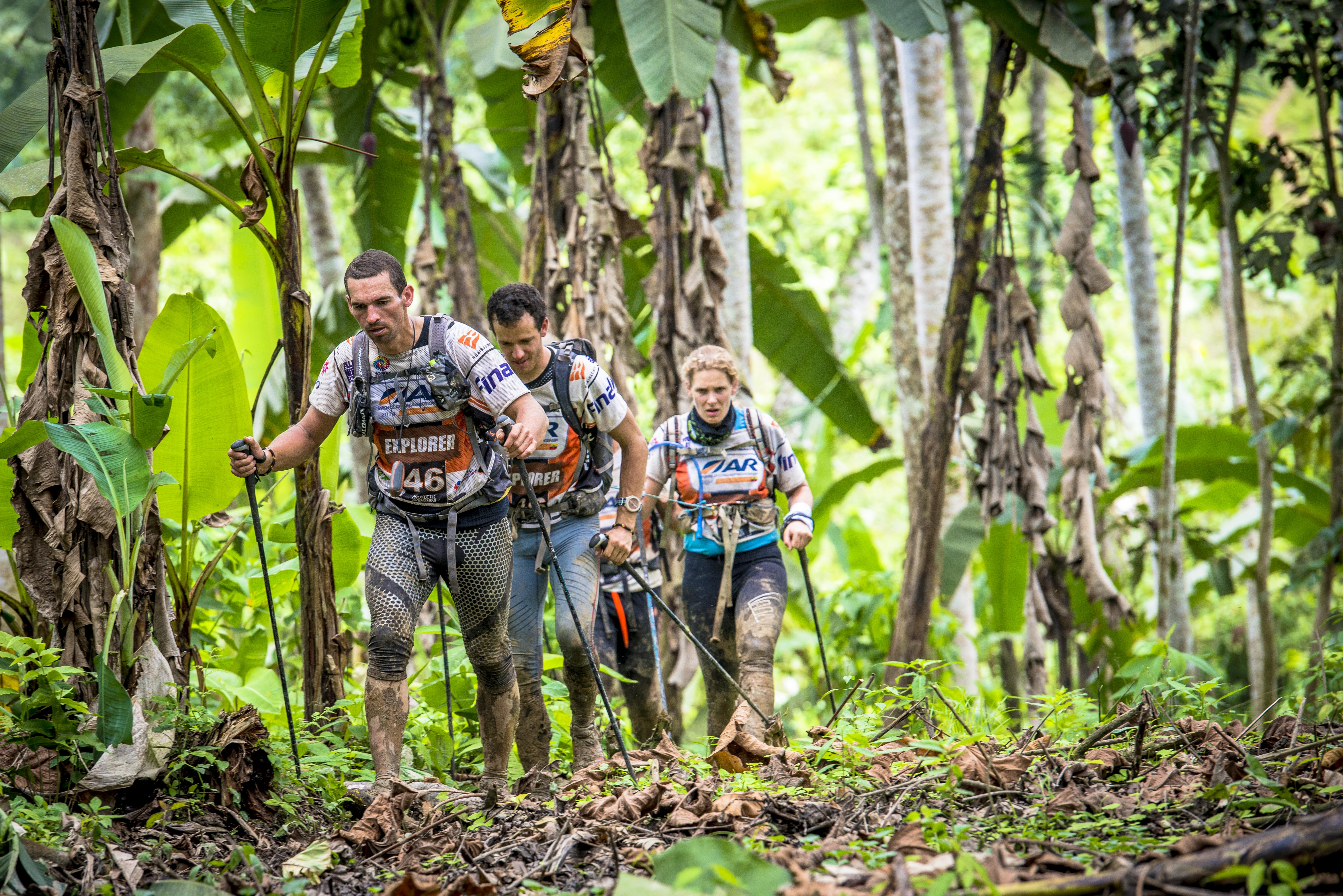
Tomáš Petreček - Adventure race Equador (2014)

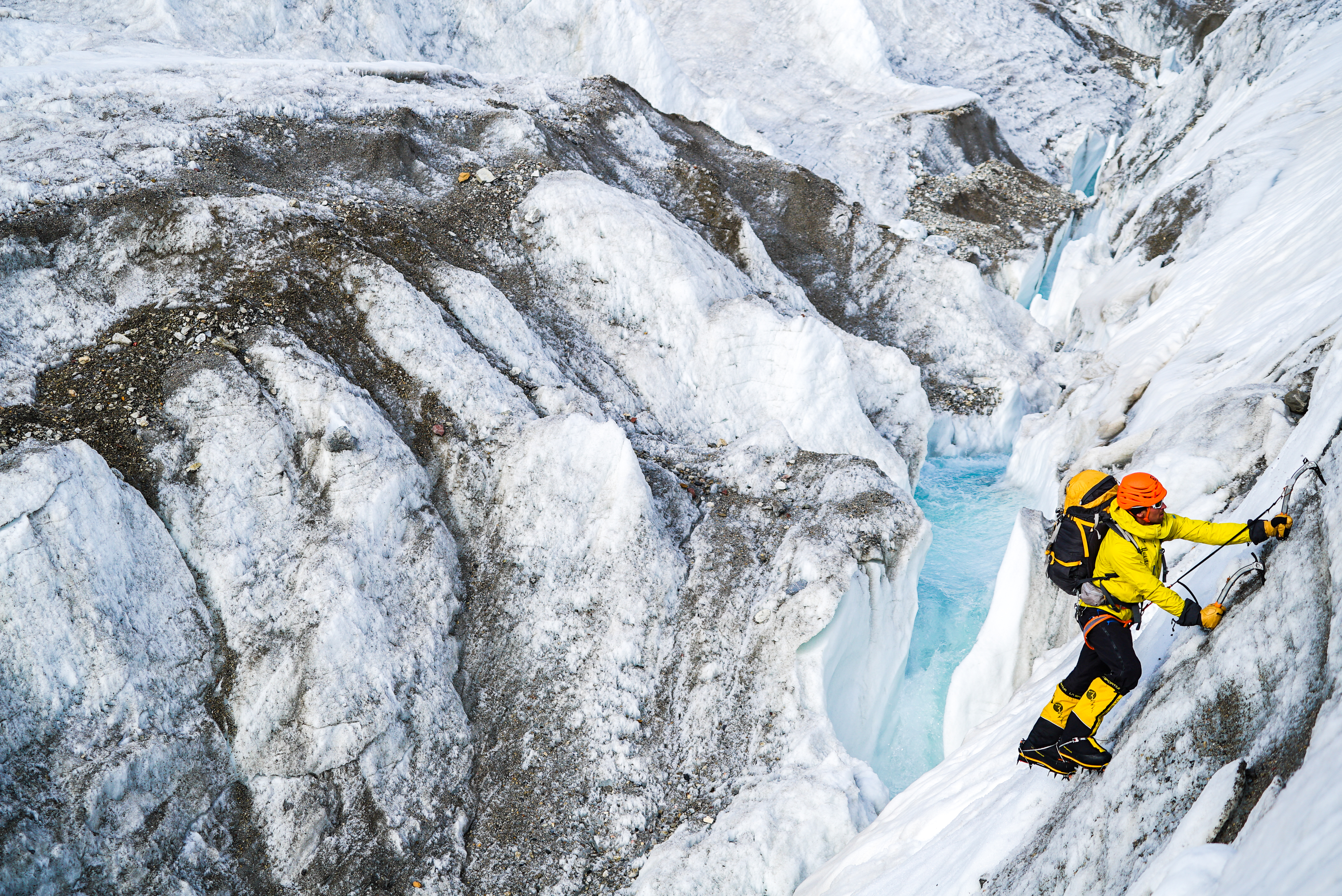
Tomáš Petreček - Expedice Gašerbrum (2015)

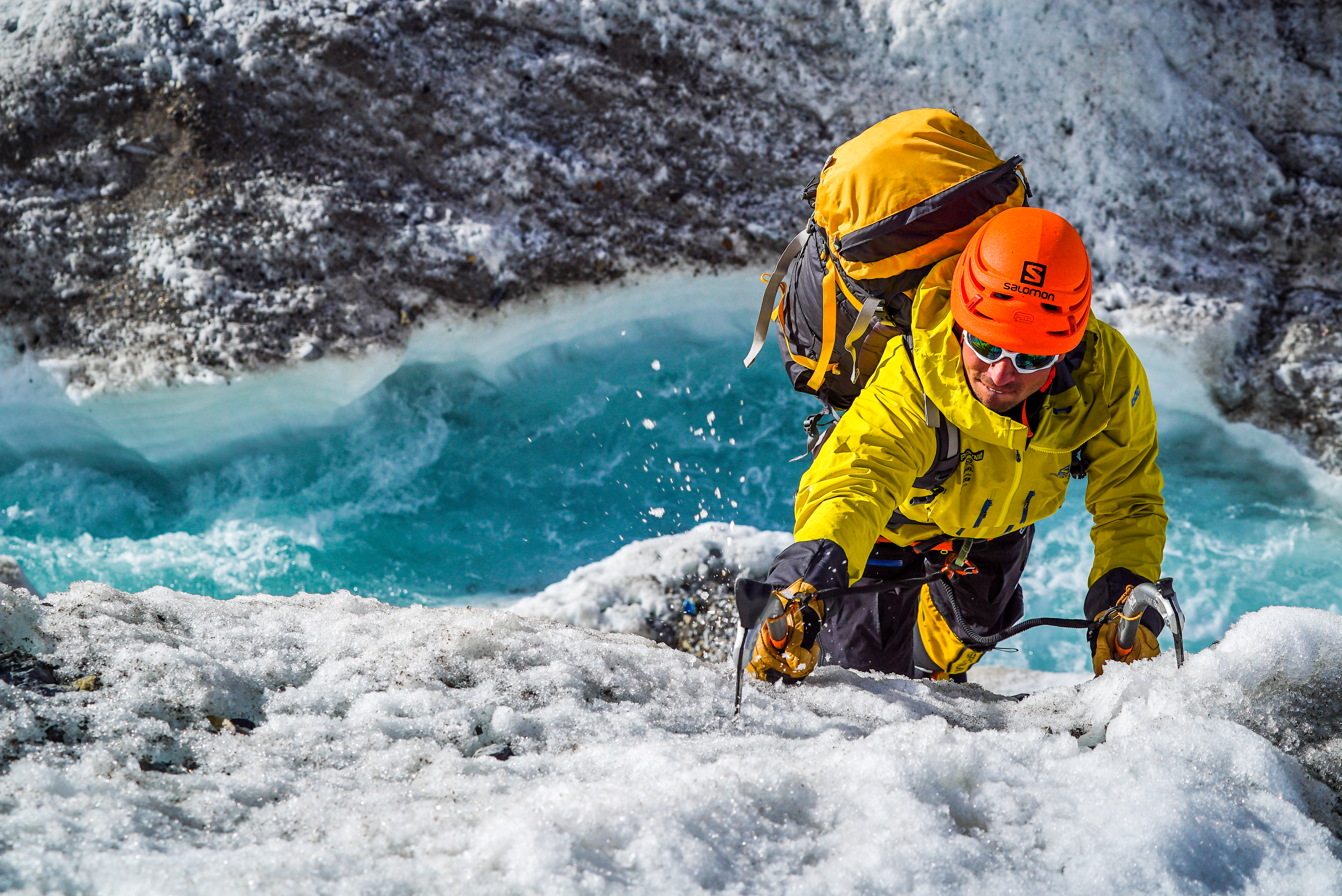
Tomas Petrecek - Expedice Gasherbrum I - 2015

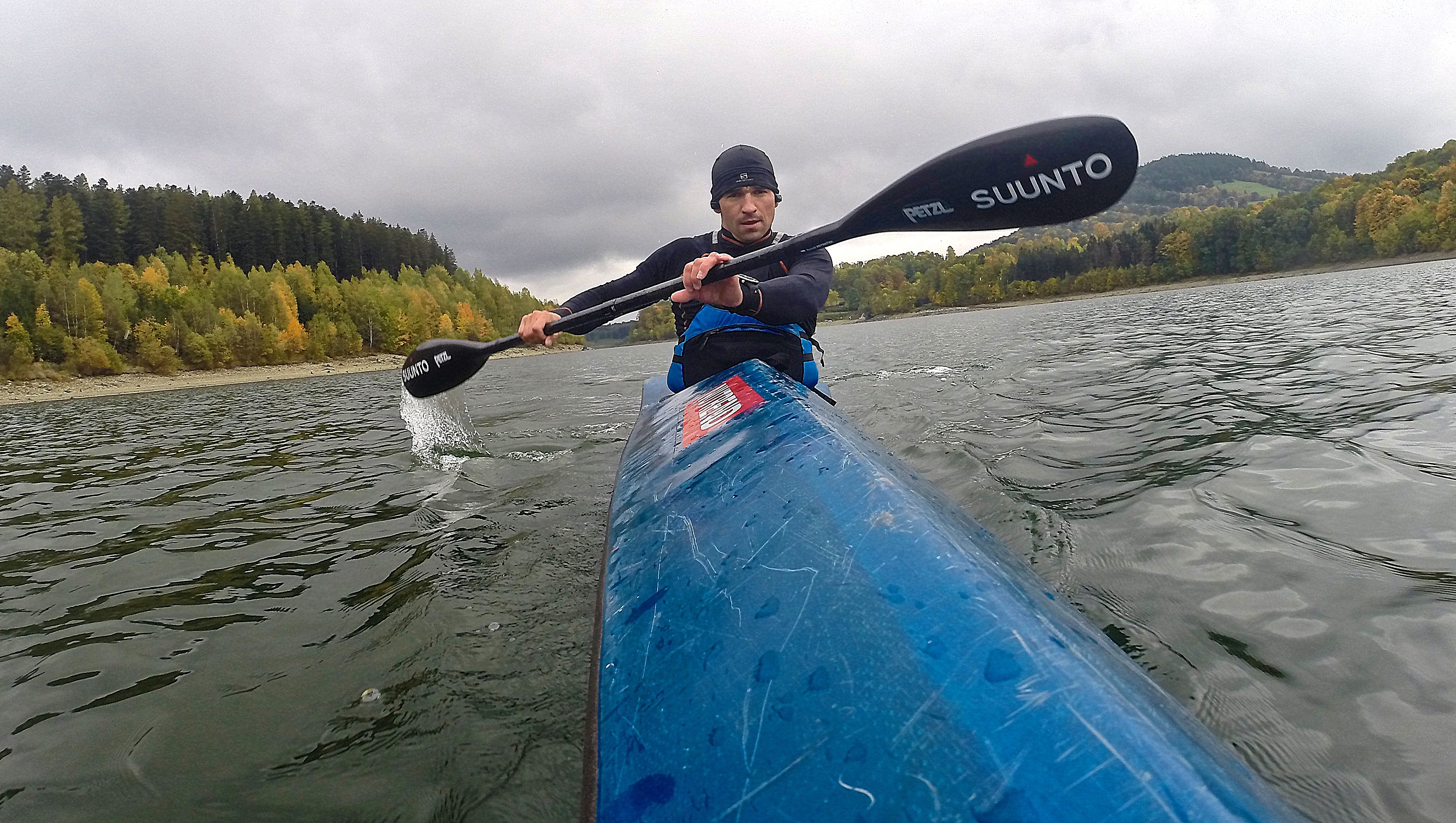
Tomas Petrecek - Kajak (Slezská Harta)

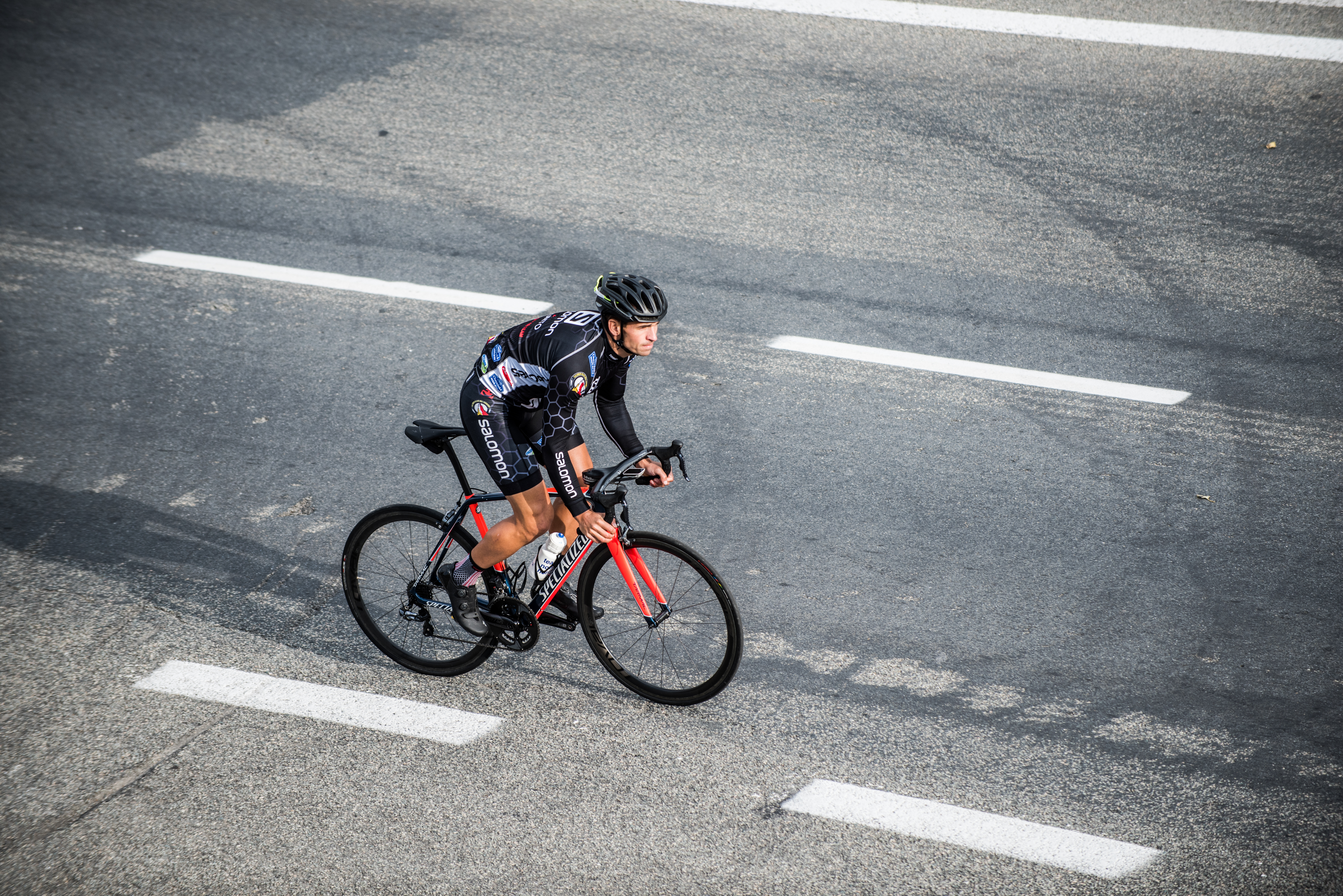
Tomas Petrecek - Cycling - Jeseniky mountains

Tomáš Petreček (* 27. listopadu 1979 Opava) je český horolezec a extrémní sportovec. Pracuje u Hasičského záchranného sboru v Opavě. Je členem českého reprezentačního týmu Black Hill – Salomon/OpavaNet v extrémních závodech Adventure race. Několikrát za sebou opanoval anketu o sportovce Opavska. Mezi jeho oblíbené aktivity patří horské kolo, silniční kolo, terénní běh, kajak a horolezectví. V roce 2012 se s Pavlem Štrynclem stal vítězem běžeckého závodu Beskydská sedmička.
Jeho motto je: "Limity existují pouze v lidské mysli."

## Expedice
O osmitisícové vrcholy se pokouší od roku 2012. Do té doby podnikl mnoho letních i zimních výstupů v Tatrách a Alpách.
- 2012, Dhaulágirí 8168 m, Libor Uher, Marek Novotný, Petr Mašek. Dosažená výška 6800 m n. m.
- 2013, Gašerbrum I 8068 m a Gašerbrum II 8035m, Marek Holeček, Zdeněk Hrubý, Marek Novotný. Dosaženy oba vrcholy.
- 2015, Gašerbrum I 8068 m, pokus o prvovýstup JZ stěnou s Markem Holečkem. Dosažená výška 7300 m n. m.[5][6]
- 2018, Nanga Parbat 8125 m, pokus o prvovýstup Rupálskou stěnou s Markem Holečkem. Dosažená výška 7200 m n. m.[7][8][9][10]
- 2019, K2 8611 m, výstup jižní stěnou – Česenův pilíř s Markem Novotným a Pavlom Luptákom. Dosažená výška 8000 m n. m.[11]

## Nejlepší sportovní výkony
- vícenásobný mistr ČR v přírodním víceboji jednotlivců a dvojic[2]
- 2009, 1. místo – Světový pohár v Adventure race Polsko[12]
- 2012, 1. místo – Mistrovství České republiky v horském maratonu – Beskydská sedmička[13]
- 2014, 8. místo – Mistrovství světa v Adventure race, tým Black Hill – Ekvádor[14]
- 2018, 4. místo – Mistrovství světa v Adventure race, tým Black Hill – Réunion[15]

## Jiná ocenění
- 2013, Vítěz soutěže - Hasič roku ČR[16]